# 悉曇學
悉曇學指中國和日本等由對梵文的研究而發展的音韻學。
悉曇是梵語siddham的音譯。狹義上指元音字母，但也可以稱包括輔音字母在內的所有梵文字母。又稱Siddhamatrika，發源於六世紀的笈多文。
一般認為悉曇學起源於對《大般涅槃經》文字品的注釋，早期著作有唐代智廣的《悉曇字記》等。
日本平安時代的安然和尚的《悉曇蔵》（880年）集成了早期的悉曇學說。悉曇蔵是關於梵文和中國音韻學研究的重要資料。天台宗明覺的《悉曇要訣》（1101年左右）關於日語的論述是研究古代日語音韻的重要資料。明覺另有《反音作法》（1093年）的著作，記錄了早期的五十音圖。
一說反切法也亦受到悉曇學影響。五十音圖中元音和輔音的排列順序即是受悉曇學影響。

## 外部連結
- CBETA 線上閱讀 T2132 《悉曇字記》 （页面存档备份，存于）（繁體中文）
- SAT大正新脩大藏經テキストデータベース《悉曇蔵》                                                             （页面存档备份，存于）（日語）
- SAT大正新脩大藏經テキストデータベース《悉曇要訣》                                                             （页面存档备份，存于）（日語）